# Ковтаюча акула австралійська
Ковтаюча акула австралійська (Centrophorus harrissoni) — акула з роду Ковтаюча акула родини Ковтаючі акули. Інші назви «німа ковтаюча акула», «ковтаюча акула Гарріссона», «тупа колюча акула», «глуха акула-пес».

## Опис
Завдовжки сягає 1,11 м, зазвичай 90 см при вазі 4-5 кг. Спостерігається статевий диморфізм: самці більші за самиць. Голова конічної форми. Морда трохи сплощена. Очі відносно великі, овальні з мигальною перетинкою. Позаду очей, трохи нижчі присутні невеликі бризкальця. Ніздрі розташовано неподалік кінчика морди. Рот на нижній стороні голови, має серпоподібну форму. Зуби з 1 верхівкою, у молодої акули-самця нахилені всередину рота, у дорослої — стоять вертикально. У самиць нахил зубів не спостерігається. На верхній щелепі є 37-39 зубів, на нижній — 30-31. Зуби нижньої щелепи більші, ніж верхньої. У неї 5 пар зябрових щілин. Тулуб подовжений, циліндричний. Осевий скелет має 53-59 хребців. Грудні плавці великі, добре розвинені. Має 2 спинних плавця. Перший спинний плавець більше за другий, розташований за грудними плавцями. Другий спинний плавець — за черевними плавцями. На передній частині спинних плавців є невеликі шипики. Черевні плавці маленькі. У хвостового плавця погано розвинена нижня лопать. В усіх плавців округла верхівка. Анальний плавець відсутній.
Забарвлення спини сіре або сіро-коричневе, черево світле. У молодих особин задня крайка плавців світла, іноді з темною плямою в основі плавців. Очі зеленого кольору.

## Спосіб життя
Тримається на глибинах від 200 до 1050 м, зазвичай — 250—790 м на верхньому та середньому континентальному шельфі. Одинак. Здійснює добові міграції — вночі підіймається ближче до поверхні. Активна вночі. Живиться дрібною костистою рибою та крабами, молюсками, морськими червами.
Це яйцеживородна акула. Стосовно процесу парування та розмноження відомо замало.
Переважно використовується для виробництва рибного борошна та отримання сквалена з печінки. Проте стала дуже рідкісною.
Тривалість життя становить 40-45 років.

## Розповсюдження
Мешкає біля південного сходу Австралії (Квінсленд, Вікторія, Новий Південний Уельс), о. Тасманія, Нової Зеландії, о. Нова Каледонія.